# Intertek
Intertek är en global koncern med huvudkontor i London som arbetar med kvalitetssäkring av företags och organisationers produkter och processer. 
Intertek Group plc är noterat på London Stock Exchange. I mars 2015 var koncernens marknadsvärde cirka 51,8 miljarder SEK. För verksamhetsåret 2014 rapporterade koncernen en totalomsättning på 26,8 miljarder.  Intertek har mer än 38 000 anställda på över 1000 platser i fler än 100 länder. Koncernchef är sedan maj 2015 André Lacroix.
I Sverige har Intertek omkring 350 anställda. Huvudkontoret ligger i Kista med verksamhet finns även i Västerås och i Alnarp.

## Verksamhet
I Sverige utför Intertek provning (EMC, produktsäkerhet, miljötålighet och prestanda) av produkter, konsultation, utbildning, granskning, inspektion, laboratorieanalyser, leverantörsgranskning samt certifiering av ledningssystem som exempelvis ISO 14001 och ISO 9001. Dessutom har företaget expertis inom bland annat kemi, hälsa- och miljö, kalibrering, marknadstillträde och batteri och energilagring. Intertek certifierar även produkter inom CB-systemet och utfärdar kvalitets- och säkerhetsbevis som S- och ETL-märket samt verifierar CE-märkning.

## Historia internationellt
Intertek har sitt ursprung i ett tre nordamerikanska företag – ett företag som sysslade med marine surveying grundat av Caleb Brett på 1890-talet, ett testlaboratorium grundat av Milton Hersey 1888 och ett lampprovningslaboratorium skapat av Thomas Edison 1896. Genom åren har ett stort antal företag inom analys, testning och certifiering tillkommit och företaget tillhandahåller nu kvalitets- och säkerhetstjänster inom de flesta branscher runt om i världen. Intertek listades på Londonbörsen 29 maj 2002 under namnet Intertek Group plc.

## Historia i Sverige
Interteks svenska verksamhet har sitt ursprung i Svenska Elektriska Materielkontrollanstalten AB (Semko), som grundades 1925 av Svenska elverksföreningen, Brandförsäkringsbolagen och Elektriska prövningsanstalten. 1987 kom kvalitetsledningssystemet ISO 9000 och i början av 1990-talet startade dåvarande Semko en verksamhet inom ledningssystemcertifiering. Till en början arbetade Semkos revisorer som underleverantörer till SIS som på den tiden var Sveriges enda certifieringsorgan. 1994 blev verksamheten ett eget bolag under namnet Semko QA AB och 1997 började man utföra certifiering av ledningssystem under egen ackreditering. Numera är verksamheten en del av Intertek under namnet Intertek Certification AB.